# Bolbritz
Bolbritz (hornolužickosrbsky  Bolborcy) je místní část velkého okresního města Budyšín v Horní Lužici v německé spolkové zemi Sasko. Nachází se v zemském okrese Budyšín a má 122 obyvatel.

## Geografie
Bolbritz leží severozápadně od centra města Budyšín. Vsí protéká potok Bolbritzer Wasser, který pramení jižně od zástavby. Okolí vesnice je převážně zemědělsky využívané. Skrze Bolbritz prochází spolková dálnice A4, na kterou navazuje odpočívadlo Oberlausitz a průmyslová zóna Salzenforst.

## Historie
První písemná zmínka pochází z roku 1283, kdy je ves uváděna jako Bolberitz. Roku 1969 se do té doby samostatná obec spojila se sousedním Salzenforstem do nové obce Salzenforst-Bolbritz. Zároveň se od Bolbritz oddělily místní části Jannowitz a Neubloaschütz a přičlenily se k obci Göda. Obec Salzenforst-Bolbritz se v roce 1994 připojila ke Kleinwelce a ta se roku 1999 stala součástí města Budyšín. Od roku 2007 je Bolbritz oficiálně vedeno jako samostatná místní část.

## Obyvatelstvo
Vesnice náleží k lužickosrbské oblasti osídlení.